# Marco Delle Monache
Marco Delle Monache (Cappelle sul Tavo, 3 de febrero de 2005) es un futbolista italiano que juega como extremo y centrocampista en la U. C. Sampdoria de la Serie B de Italia.

## Trayectoria

### Inicios
Oriundo de Cappelle sul Tavo, en la provincia de Pescara, Marco Delle Monache se unió a la academia Delfino Pescara en 2013, procedente de Caldora, club amateur de la ciudad homónima.

### Delfino Pescara 1936
Formado en las filas juveniles del Pescara, Delle Monache comenzó a jugar con el equipo Primavera en 2021-22, antes de hacer su debut profesional con el club el 15 de septiembre de 2021, reemplazando a Eugenio D'Ursi durante la victoria como local por 2-0 de la Coppa Serie C ante el Grosseto.
Habiéndose convertido en un titular habitual con la sub-19, ya que realizó una importante contribución en ataque —en particular, entregó un par de asistencias durante la victoria por 3-1 ante el Napoli—, jugó su primer partido de la Serie C el 22 de enero de 2022, jugando los últimos minutos de la victoria en casa por 4-2 ante el Montevarchi.
El joven jugador firmó su primer contrato profesional con el club más grande de Abruzos en febrero de 2022, lo que lo convierte en jugador del Delfino hasta junio de 2024.

## Selección nacional
Delle Monache es internacional juvenil por Italia, habiendo sido seleccionado con la sub-17 por Bernardo Corradi en octubre de 2021, para la clasificación para la Eurocopa de 2022. Hizo su debut con el equipo como suplente durante la victoria por 5-0 contra Albania el 27 de octubre.